# J.League Excite Stage

J.League Excite Stage est une série de jeux vidéo de football développé par A-max et édité par Epoch Co. au Japon. Le premier titre nommé J.League Excite Stage 94 sorti sur Super Nintendo en 1994 au Japon, est édité par Nintendo sous le titre Soccer Shootout en Europe, puis, est édité par Capcom sous le titre Capcom's Soccer Shootout en Amérique du Nord.

## Jeux
| Titre original                                                                             | Titre anglais                          | Plate-forme    | Année           |
| ------------------------------------------------------------------------------------------ | -------------------------------------- | -------------- | --------------- |
| Jリーグエキサイトステージ'94 J Rīgu Ekisaito Sutēji' 94                                    | J.League Excite Stage '94              | Super Famicom  | 1er mai 1994    |
| Jリーグエキサイトステージ'95 J Rīgu Ekisaito Sutēji' 95                                    | J.League Excite Stage '95              | Super Famicom  | 1995            |
| Jリーグエキサイトステージ'96 J Rīgu Ekisaito Sutēji' 96                                    | J.League Excite Stage '96              | Super Famicom  | 26 avril 1996   |
| JリーグエキサイトステージGB J Rīgu Ekisaito Sutēji GB                                      | J.League Excite Stage GB               | Game Boy Color | 13 août 1999    |
| インターナショナルサッカー エキサイトステージ2000 Intānashonaru Sakkā Ekisaito Sutēji 2000 | International Soccer Excite Stage 2000 | PlayStation    | 24 août 2000    |
| Jリーグエキサイトステージ タクティクス J Rīgu Ekisaito Sutēji Takutikusu                   | J.League Excite Stage Tactics          | Game Boy Color | 20 juillet 2001 |